# IC 2799
IC 2799 ist eine Balken-Spiralgalaxie vom Hubble-Typ SB im Sternbild Löwe auf der Ekliptik. Sie ist schätzungsweise 506 Millionen Lichtjahre von der Milchstraße entfernt und hat einen Durchmesser von etwa 45.000 Lichtjahren. 

Im selben Himmelsareal befinden sich u. a. die Galaxien IC 2785, IC 2786, IC 2787, IC 2819.
Das Objekt wurde am 27. März 1906 von dem deutschen Astronomen Max Wolf entdeckt.